# 3780 Maury
3780 Maury (1985 RL) là một tiểu hành tinh vành đai chính được phát hiện ngày 14 tháng 9 năm 1985 bởi E. Bowell ở Flagstaff (AM).